# Centropomus parallelus
Centropomus parallelus o róbalo gordo es una especie de pez del género Centropomus, familia Centropomidae, orden Perciformes. Fue descrita científicamente por Poey en 1860.
Es una especie inofensiva para el ser humano, poco comercializada en pesquerías. Se alimenta de peces y crustáceos.

## Descripción
La longitud total es de 72 centímetros. Puede alcanzar un peso máximo de 5 kilogramos.

## Distribución y hábitat
Se distribuye por el Atlántico occidental: sur de Florida, Estados Unidos y la costa del golfo de México hasta Florianópolis, Brasil. Habita en aguas costeras, estuarios y lagunas, penetrando en aguas dulces.